# Clara Immerwahr
Clara Immerwahr (Polkendorf, Reino de Prusia, 21 de junio de 1870-Dahlem, Berlín, Imperio alemán, 2 de mayo de 1915) fue una química alemana de ascendencia judía, siendo la primera mujer en doctorarse en la Universidad de Breslavia. Además, fue  esposa del químico alemán Fritz Haber, conocido principalmente por el desarrollo del proceso Haber-Bosch, un método efectivo para la síntesis del amoníaco.

## Biografía
Immerwahr nació en una granja de Polkendorf, cerca de Breslavia (entonces al este de Prusia con el nombre de Breslau en idioma alemán, actualmente Breslavia en idioma polaco, en la Polonia occidental). Era la hija más joven de padres judíos, el químico Philipp Immerwahr y su esposa Anna (de soltera Krohn). Creció en la granja con sus tres hermanos mayores, Elli, Rose y Paul. En 1890, su madre murió de cáncer; mientras que Elli y su esposo Siegfried se quedaron en la granja, Clara se mudó con su padre a Breslavia.
Estudió en la Universidad de Breslavia, obteniendo el graduado y doctorado en química en 1900. Fue la primera mujer en doctorarse en esta universidad. Se casó con el también químico judío Fritz Haber en 1901. El 1 de junio de 1902 dio a luz a su único hijo, Hermann. Los estereotipos femeninos de la época entorpecieron enormemente su investigación científica. Contribuyó al trabajo de su marido sin ningún reconocimiento y tradujo sus trabajos al inglés.
Durante la Primera Guerra Mundial, Fritz Haber se convirtió en un ferviente seguidor del esfuerzo militar alemán y jugó un importante papel en el desarrollo de las armas químicas (especialmente, gases venenosos). Sus esfuerzos culminaron en el primer ataque con gas en la historia militar en Flandes (Bélgica), el 22 de abril de 1915.
Tras la vuelta de Fritz Haber a Berlín, Clara se disparó en el pecho con la pistola de su esposo. Las circunstancias del suicidio de Clara han permanecido siempre en la oscuridad. No apareció en casi ningún periódico y no existen pruebas de que se hiciera una autopsia. La indocumentada naturaleza de su muerte ha generado mucha controversia, así como los motivos que la empujaron a cometer tal acto. Se piensa que estaba descontenta con su vida y detestaba el trabajo de su marido en favor del armamento químico.